# Tramwaje w Llandudno

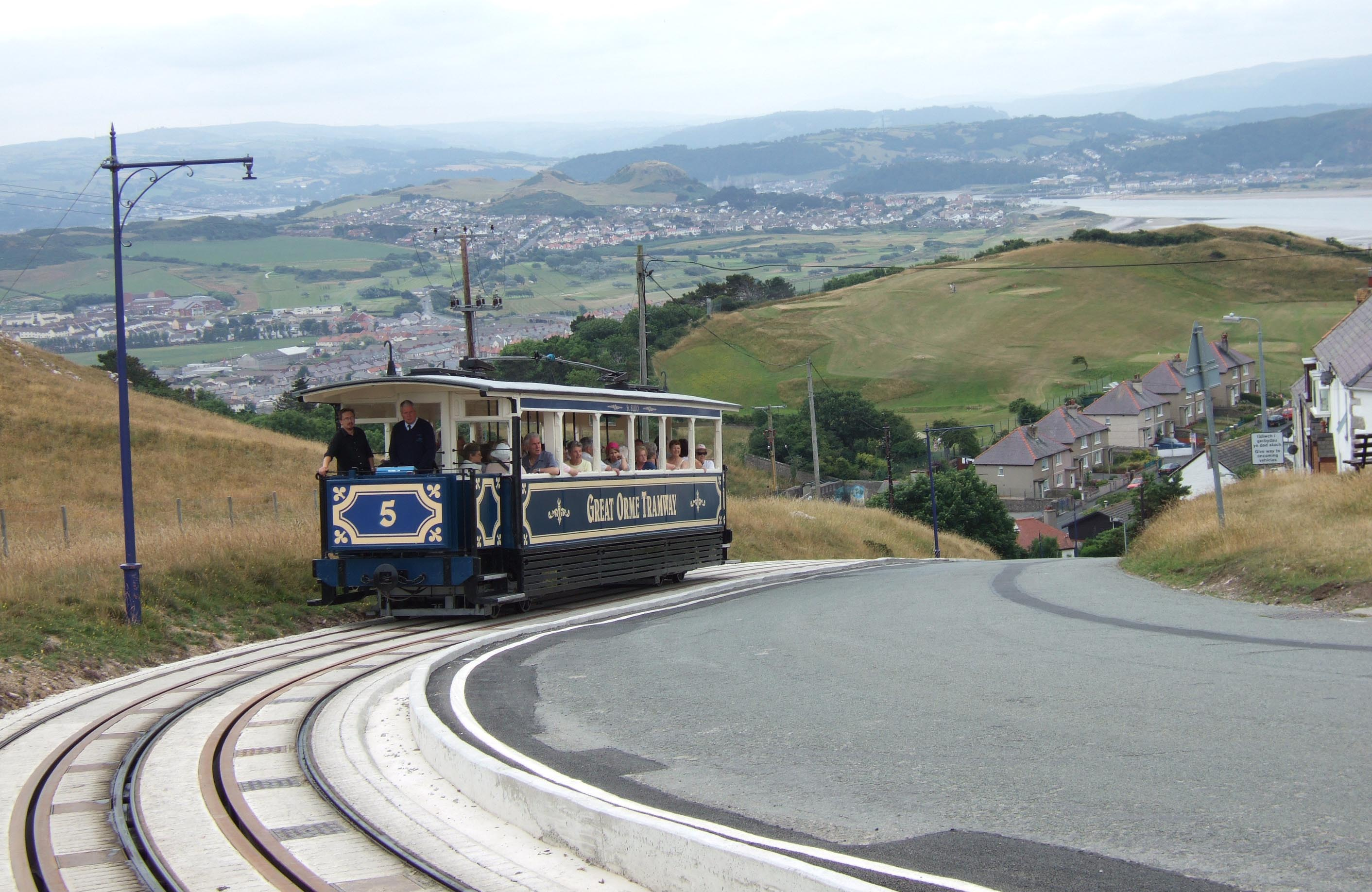
Wagon nr 5

Tramwaje w Llandudno – system komunikacji tramwajowej działający w Llandudno w Walii w Wielkiej Brytanii.

## Historia
Plany budowy linii z Llandudno na górę Great Orme powstały pod koniec XIX wieku. W kwietniu 1901 ruszyła budowa linii. Z powodu występujących na trasie dużych wzniesień jako środek transportu wybrano tramwaje linowe. Każdy wagon jest na stałe połączony do liny, za pomocą której jest zarówno wpędzany w ruch, jak i zatrzymywany. Linia została podzielona na dwa odcinki: dolny: Victoria−Halfway i górny: Halfway−Summit Complex. Jako pierwszy otwarto dolny odcinek trasy 31 lipca 1902. Górną część trasy otwarto 3 lipca 1903. Na każdej części trasy znajdują się po dwa wagony. Do najtragiczniejszego wypadku na linii doszło 23 sierpnia 1932, kiedy to pod jadącym wagonem nr 4 pękła lina. Wagon zaczął zjeżdżać w dół z nadmierną prędkością i uderzył w ścianę. W wyniku wypadku zginęły dwie osoby, a ruch wstrzymano do końca sezonu, a także w następnym sezonie. W 1934 w wagonach zamontowano nowe hamulce awaryjne.

## Linia[3]
| Odcinek                                    | Długość odcinka |
| ------------------------------------------ | --------------- |
| Victoria−Halfway (dolna część linii)       | 800 m           |
| Halfway−Summit Complex (górna część linii) | 750 m           |

## Tabor
W eksploatacji znajdują się cztery wagony, które kursują na tej trasie od początku jej istnienia. Na dolnym odcinku trasy są dwa wagony o nr 4 i 5, a na górnym o nr 6 i 7. Wagony mają 49 miejsc siedzących i 12 stojących.